# Ngữ hệ Ấn-Âu
Ngữ hệ Ấn-Âu là một ngữ hệ lớn có nguồn gốc từ Tây và Nam đại lục Á-Âu. Nó bao gồm hầu hết ngôn ngữ của châu Âu cùng với các ngôn ngữ ở sơn nguyên Iran và miền bắc tiểu lục địa Ấn Độ. Một số ngôn ngữ Ấn-Âu, chẳng hạn như tiếng Anh, tiếng Pháp, tiếng Bồ Đào Nha và tiếng Tây Ban Nha đã lan rộng nhờ làn sóng thuộc địa hóa của người châu Âu và hiện được sử dụng trên khắp thế giới. Hệ Ấn-Âu được chia thành nhiều nhánh, lớn nhất phải kể đến đó là các nhóm Ấn-Iran, German, Rôman và Balt-Slav. Các ngôn ngữ có số người nói lớn nhất là tiếng Tây Ban Nha, tiếng Anh, tiếng Hindustan (tiếng Hindi/Urdu), tiếng Bồ Đào Nha, tiếng Bengal, tiếng Marathi, tiếng Punjab và tiếng Nga (mỗi thứ tiếng có hơn 100 triệu người nói). Tiếng Đức, Pháp, Ý và Ba Tư đều có hơn 50 triệu người nói. Tổng cộng, 46% dân số thế giới (3,2 tỷ người) có tiếng mẹ đẻ là ngôn ngữ Ấn-Âu, đông đảo nhất so với bất kỳ ngữ hệ nào khác. Theo ước tính của Ethnologue, có khoảng 445 ngôn ngữ Ấn-Âu đang được sử dụng, hơn 2/3 (313) trong số đó thuộc nhánh Ấn-Iran.
Tất cả các ngôn ngữ Ấn-Âu đều bắt nguồn từ một ngôn ngữ mẹ duy nhất, gọi là tiếng Ấn-Âu nguyên thủy, từng được nói ở một thời điểm nào đó thuộc thời đại đồ đá mới. Urheimat (hay còn dịch là quê nhà ngôn ngữ, tức là nơi ngữ hệ đó phát tích) chính xác của tiếng Ấn-Âu hiện vẫn đang là chủ đề của nhiều học thuyết cạnh tranh. Trong số đó thì thuyết Kurgan đang rất được đề cao, cho rằng nơi phát tích hệ Ấn-Âu tọa lạc tại vùng thảo nguyên Pontus–Caspi và gắn liền với văn hóa Yamna có niên đại khoảng 3.000 năm TCN. Trước thời điểm phát minh ra chữ viết, hệ Ấn-Âu đã lan rộng và phân tách thành các nhánh, phân bố khắp châu Âu, Tây và Nam Á. Văn liệu độc lập của ngôn ngữ Ấn-Âu manh nha xuất hiện vào thời kỳ đồ đồng dưới dạng tiếng Hy Lạp Mycenaea và các ngôn ngữ Tiểu Á như tiếng Hitti và tiếng Luwia. Tuy vậy, manh mối Ấn-Âu lâu đời nhất được phát hiện lại là một số từ và tên riêng tiếng Hitti được ghi xen kẽ trong các văn bản tiếng Akkad cổ đại tại di chỉ Kültepe của dân tộc Assyria miền đông Tiểu Á vào thế kỷ 20 TCN. Mặc dù người Ấn-Âu cổ hơn không để lại bất kỳ văn liệu nào, ta vẫn có thể biết được một số khía cạnh đời sống văn minh của họ, nhờ vào sự so sánh các văn hóa hậu duệ và phục nguyên văn hóa nguyên thủy đó.
Hệ Ấn-Âu có ý nghĩa rất quan trọng đối với lĩnh vực ngôn ngữ học lịch sử vì nó sở hữu lịch sử được ghi chép cổ thứ hai so với bất kỳ hệ nào được biết đến, chỉ đứng sau ngữ hệ Phi-Á với tiếng Ai Cập và các ngôn ngữ Semit còn cổ hơn rất nhiều. Phân tích mối liên hệ giữa các ngôn ngữ Ấn-Âu và phục dựng lại căn nguyên của chúng là trọng tâm cho sự phát triển phương pháp luận ngành ngôn ngữ học lịch sử, đưa lĩnh vực này thành một ngành khoa học hàn lâm thật sự vào thế kỷ XIX.
Hệ Ấn-Âu hiện không có liên hệ với bất kỳ ngữ hệ nào khác, mặc dù một số đề xuất gây tranh cãi vẫn đã được đưa ra.

## Lịch sử ngôn ngữ học Ấn-Âu
Vào thế kỷ XVI, những người châu Âu đi đến tiểu lục địa Ấn Độ bắt đầu nhận ra những nét tương tự giữa các ngôn ngữ Ấn-Arya, Iran, và châu Âu. Năm 1583, nhà truyền giáo Dòng Tên người Anh Thomas Stephens tại Goa đã viết một lá thư cho người thân (không được công bố cho tới tận thế kỷ XX), mà trong đó ông đề cập đến sự tương đồng giữa ngôn ngữ Ấn Độ (đặc biệt là tiếng Phạn) với tiếng Hy Lạp và tiếng Latinh.
Filippo Sassetti, một nhà buôn sinh ra tại Florence năm 1540, cũng nhận thấy điều tương tự khi đi đến Ấn Độ. Năm 1585, ông ghi nhận một số sự tương đồng từ vựng giữa tiếng Phạn và tiếng Ý (gồm devaḥ/dio "chúa", sarpaḥ/serpe "rắn", sapta/sette "bảy", aṣṭa/otto "tám", và nava/nove "chín"). Tuy nhiên, quan sát của Stephens và Sassetti đã không dẫn đến nghiên cứu chuyên sâu hơn nào.
Năm 1647, học giả và nhà ngôn ngữ học người Hà Lan Marcus Zuerius van Boxhorn chú ý đến nét tương tự ở một số ngôn ngữ châu Á và châu Âu nhất định, và cho rằng chúng xuất phát một ngôn ngữ chung gọi là Scythia. Các ngôn ngữ trong giả thuyết của ông gồm tiếng Hà Lan, tiếng Albania, tiếng Hy Lạp, tiếng Latinh, tiếng Ba Tư, và tiếng Đức, sau đó cho thêm vào các ngôn ngữ Slav, các ngôn ngữ Celt, và các ngôn ngữ gốc Balt. Ý kiến của Van Boxhorn không phổ biến và cũng không giúp khuyến khích nghiên cứu sâu hơn.
Thomas Young lần đầu tiên sử dụng thuật ngữ Indo-European năm 1813, dựa trên phân bố địa lý của hệ này: từ Tây Âu tới Bắc Ấn Độ. Từ đồng nghĩa Indo-Germanic (Ấn-German, Idg. hay IdG.), xuất hiện năm 1810 bằng tiếng Pháp (indo-germanique) trong nghiên cứu của Conrad Malte-Brun; thuật ngữ này hiện bị xem là lỗi thời và ít phổ biến hơn Indo-European, dù trong tiếng Đức indogermanisch vẫn là thuật ngữ chuẩn.

## Phân loại

Sơ đồ cây phát sinh của ngữ hệ Ấn Âu

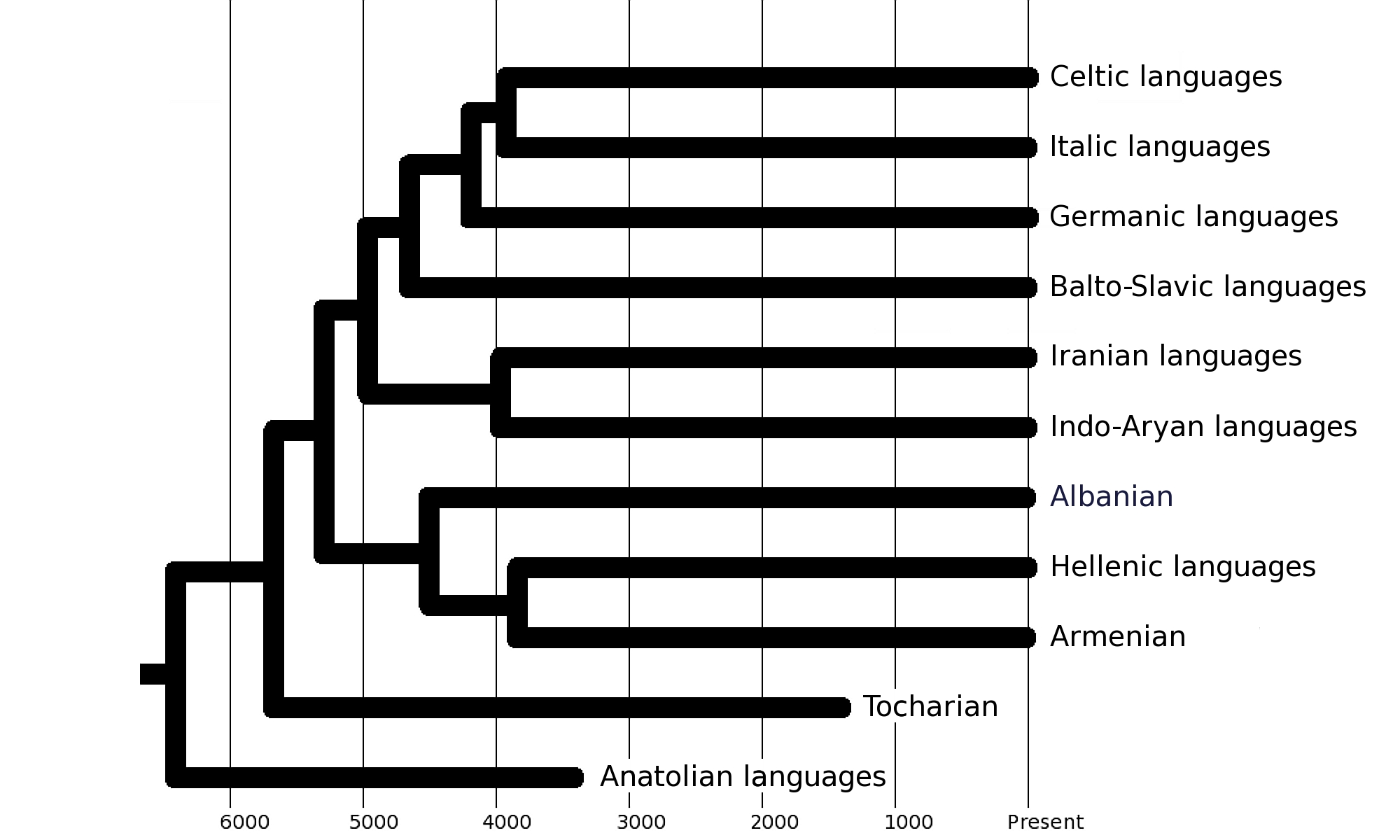
Cây phát sinh của ngữ hệ Ân Âu trích từ "Ancestry-constrained phylogenetic analysis of Indo-European languages" bởi Chang và cộng sự

Ngữ hệ Ấn-Âu được chia thành 10 nhánh chính, được liệt kê dưới đây theo thứ tự bảng chữ cái:
- Nhánh Albania được chứng thực từ thế kỷ XIII;[9] phát triển từ tiếng proto-Albania phái sinh từ một ngôn ngữ Balkan cổ nào đó, có giả thuyết cho rằng là tiếng Illyria;[10] tuy nhiên, bằng chứng cho giả thuyết này không đủ để đi đến kết luận.[11]
- Nhánh Anatolia từng được nói ở vùng Tiểu Á và tuyệt chủng vào hậu kỳ cổ điển, được chứng thực bằng một số từ tiếng Luwia/Hitti xen kẽ trong các văn bản viết bằng tiếng Assyria cổ từ thế kỷ thứ 20 và 19 TCN, gần đây hơn là các bản khắc Hitti có niên đại khoảng 1650 TCN.[12][13]
- Nhánh Armenia được chứng thực đầu thế kỷ thứ 5.
- Nhánh Balt-Slav, được hầu hết các học giả nghiên cứu Ấn-Âu[14] tạo thành cùng một đơn vị nhánh duy nhất, trong khi một số ít các nhà ngôn học cho rằng điểm tương đồng giữa các ngôn ngữ này chỉ là do sự tiếp xúc và vay mượn.
  - Phân nhánh Slav (phát triển từ tiếng Proto-Slavic) được chứng thực từ thế kỷ thứ 9 (có lẽ sớm hơn) trong các văn bản tiếng Slavic Giáo hội cổ. Các ngôn ngữ Slavic hiện bao gồm: tiếng Bungary, tiếng Nga, tiếng Ba Lan, tiếng Séc, tiếng Slovakia, tiếng Silesia, tiếng Kashubia, tiếng Macedonia, tiếng Serbo-Croatia (Tiếng Bosnia, Tiếng Croatia, Tiếng Montenegro, Tiếng Serbia), tiếng Sorbia, tiếng Slovenia, tiếng Ukraina, tiếng Belarus và tiếng Rusyn.
  - Phân nhánh Balt được chứng thực từ thế kỷ XIV; các ngôn ngữ của nhánh này vẫn giữ nhiều đặc điểm rất cổ xưa của tiếng Ấn-Âu nguyên thủy (PIE) nếu so sánh với các nhánh khác. Các ngôn ngữ Balt hiện bao gồm tiếng Lithuania và tiếng Latvia.
- Nhánh Celt (phát triển từ tiếng Proto-Celt) được chứng thực từ thế kỷ thứ 6 TCN với các bản khắc tiếng Lepontic có niên đại sớm nhất là vào thế kỷ thứ 7 TCN; các bản khắc tiếng Celtiberi từ thế kỷ thứ 2 TCN; các bản khắc Ogham của người Ireland nguyên thủy từ thế kỷ 4 hoặc 5 CN và các bản khắc sớm nhất trong tiếng Wales Cổ từ thế kỷ 7 CN. Các ngôn ngữ Celt hiện bao gồm: tiếng Wales, tiếng Cornwall, tiếng Breton, tiếng Gaelic Scotland, tiếng Ireland và tiếng Manx.
- Nhánh German (phát triển từ tiếng Proto-German) được chứng thực sớm nhất trong các bản khắc chữ runic từ khoảng thế kỷ thứ 2; các văn bản mạch lạc sớm nhất của tiếng Goth từ thế kỷ 4 và các bản thảo cổ của người Anh từ khoảng thế kỷ thứ 8. Nhóm này hiện bao gồm các thứ tiếng như: tiếng Anh, tiếng Frisia, tiếng Đức, tiếng Hà Lan, tiếng Scotland, tiếng Đan Mạch, tiếng Thụy Điển, tiếng Na Uy, tiếng Afrikaans, tiếng Yiddish, tiếng Hạ Đức, tiếng Iceland và tiếng Faroe.
- Nhánh Hellen và tiếng Hy Lạp (phát triển từ tiếng Proto-Hellen) được chứng thực bởi các ghi chép rời rạc trong tiếng Hy Lạp Mycenaea giữa năm 1450-1350 TCN.[15] Văn bản của Homeros có niên đại rất cổ vào thế kỷ thứ 8 TCN.
- Nhánh Ấn-Iran được chứng thực vào khoảng những năm 1400 TCN, là hậu duệ của tiếng Proto-Ấn-Iran (có niên đại vào cuối thiên niên kỷ thứ 3 TCN).
  - Phân nhánh Ấn-Arya (bao gồm cả tiếng Dardic) được chứng thực từ khoảng những năm 1400 TCN trong các văn bản Hitti từ Tiểu Á với các dấu vết từ vựng Ấn-Arya;[16][17] các bản khắc kim thạch từ thế kỷ thứ 3 TCN dưới dạng tiếng Prakrit (Chỉ dụ của Ashoka). Tiếng Rigveda tương truyền là được lưu giữ nguyên vẹn thông qua tục truyền khẩu, có niên đại từ khoảng giữa thiên niên kỷ thứ 2 TCN dưới dạng tiếng Phạn Vệ Đà. Nhánh này bao gồm một loạt các ngôn ngữ hiện đại phân bố khắp Bắc Ấn Độ, Nam Pakistan và Bangladesh, hiện bao gồm các thứ tiếng như: tiếng Hindustani, tiếng Bengal, tiếng Odia, tiếng Assam, tiếng Punjab, tiếng Kashmir, tiếng Gujarat, tiếng Marathi, tiếng Sindhi và tiếng Nepal, tiếng Sinhala của Sri Lanka và tiếng Dhivehi của Maldives và Minicoy.
  - Phân nhánh Iran được chứng thực từ khoảng năm 1000 TCN dưới dạng tiếng Avesta và các bản khắc kim thạch từ năm 520 TCN dưới dạng chữ Ba Tư Cổ (chữ khắc Behistun). Nhóm này hiện bao gồm tiếng Ba Tư, tiếng Ossetia, tiếng Pashto và tiếng Kurd.
  - Phân nhánh Nuristan (bao gồm tiếng Kamkata-vari, Vasi-vari, Askunu, Waigali, Tregami và Zemiaki).
- Nhánh Italy (phát triển từ tiếng Proto-Ý), được chứng thực từ thế kỷ thứ 7 TCN. Nhóm này bao gồm nhiều ngôn ngữ đã tuyệt chủng như tiếng Osco-Umbria cổ, tiếng Falisci, cũng như tiếng Latinh và hậu duệ là các ngôn ngữ Rôman, chẳng hạn như tiếng Ý, tiếng Venice, tiếng Galicia, tiếng Sardinia, tiếng Neapolitan, tiếng Sicily, tiếng Tây Ban Nha, tiếng Pháp, tiếng Romansh, tiếng Occitan, tiếng Bồ Đào Nha, tiếng Rumani và tiếng Catalan/Valencia.
- Nhánh Tochari, có lẽ liên hệ với văn hóa Afanasevo ở Nam Siberi.[18] Hai ngôn ngữ của nhánh này từng tồn tại đó là tiếng Turfani và Kuche (hoặc tiếng Tochari A và B), được chứng thực từ khoảng thế kỷ thứ 6 đến thế kỷ thứ 9. Các ngôn ngữ này bị mai một dưới sự cai trị của Vương quốc Hồi Cốt và có lẽ đã tuyệt chủng hoàn toàn vào thế kỷ 10 CN.

Ngoài mười nhánh cổ điển được liệt kê ở trên, một số ngôn ngữ và nhóm ngôn ngữ Ấn-Âu đã tuyệt chủng, ít được biết đến hơn đã tồn tại hoặc được đề xuất là đã tồn tại:
- Tiếng Bỉ Cổ: ngôn ngữ giả định liên kết với vùng văn hóa Nordwestblock được đề xuất. có giả thuyết cho rằng nó có quan hệ với nhánh Italic (Gốc Ý) hoặc nhánh Venetic, và có các đặc điểm âm vị gần giống với tiếng Lusitania.
- Tiếng Cimmeria: có lẽ là một ngôn ngữ thuộc nhánh Iran, hoặc Thrace, hoặc Celt
- Tiếng Dacia: có lẽ có quan hệ rất gần với tiếng Thrace
- Tiếng Elymia: Ngôn ngữ được nói bởi người Elymia, một trong số ba tộc người bản địa (tức là tiền-Hy Lạp và tiền-Punic) của đảo Sicily. Chưa chắc là nó thuộc hệ Ấn-Âu, nhưng có giả thuyết liên hệ nó với nhánh Italic hoặc Anatolia (Tiểu Á).
- Ngữ tộc Illyria: có lẽ có quan hệ với tiếng Albania, Messapia, hoặc cả hai
- Tiếng Liburnia: xếp loại đang bị nghi ngờ, nhiều đặc điểm chung với Venetic, Illyria, và Ấn-Hitti, thể hiện các đặc điểm chuyển biến lớn từ Tiền-Ấn-Âu
- Tiếng Liguria: có lẽ có quan hệ gần hoặc thuộc nhánh Celt.[19]
- Lusitanian: có lẽ có quan hệ gần hoặc thuộc nhánh Celt, Liguria, hoặc Italic
- Tiếng Macedon Cổ: được đề xuất là có quan hệ với tiếng Hy Lạp.
- Tiếng Messapia: chưa được giải mã hoàn toàn
- Tiếng Paionia: ngôn ngữ tuyệt chủng từng được nói ở miền bắc Macedon
- Tiếng Phrygia: ngôn ngữ của người Phrygia cổ
- Tiếng Sicel: ngôn ngữ của người Sicel cổ (Tiếng Hy Lạp: Sikeloi, tiếng La-tinh: Siculi), một trong số ba tộc người bản địa (tức là tiền-Hy Lạp và tiền-Punic) của đảo Sicily. Được đề xuất là có liên hệ với La-tinh hoặc proto-Illyria (Tiền-Ấn-Âu) ở giai đoạn sớm hơn.[20]
- Tiếng Sorothapt: một ngôn ngữ Iberia được đề xuất, tiền-Celt
- Tiếng Thrace: có lẽ bao gồm cả tiếng Dacia
- Tiếng Venetic: chia sẻ nhiều điểm tương đồng với tiếng La-tinh và các ngôn ngữ gốc Ý, ngoài ra còn có thêm các đặc điểm giống với German và Celt.[21][22]

### Các ngôn ngữ satem và centum

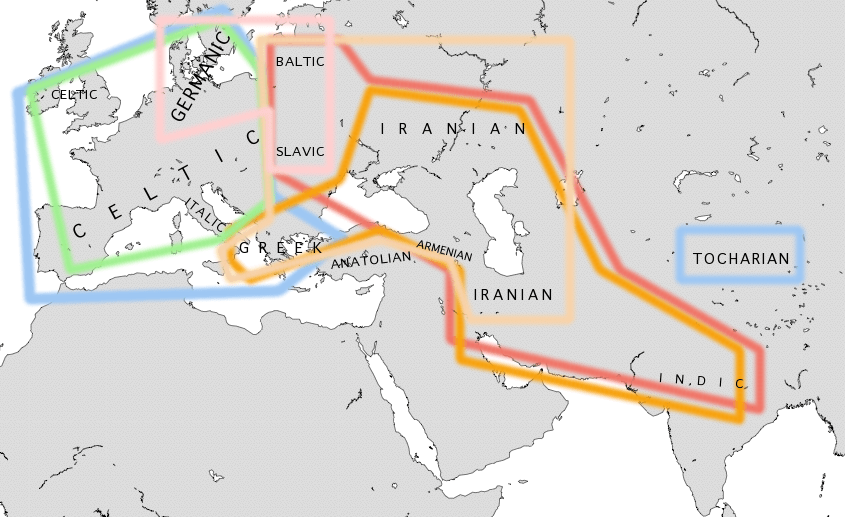
Các đường đồng ngữ tiêu biểu của các ngôn ngữ hậu duệ của tiếng Proto Ấn-Âu vào khoảng 500 TCN.
Xanh: nhóm centum
Đỏ: nhóm satem
Cam: nhóm có tiền tố augment
Lục: nhóm có âm PIE *-tt- > -ss-
Nâu: nhóm có âm PIE *-tt- > -st-
Hồng: nhóm có âm cuối biểu thị số nhiều, cách phương tiện, dữ cách và ly cách ở âm *-m- hơn là âm *-bh-

Việc phân chia các ngôn ngữ Ấn-Âu thành các nhóm satem và centum được nhà ngôn ngữ học Peter von Bradke đưa ra vào năm 1890, mặc dù Karl Brugmann đã đề xuất một kiểu phân loại tương tự vào năm 1886. Ở các ngôn ngữ satem, bao gồm nhánh Balto-Slav và Ấn-Iran, cũng như (về hầu hết các khía cạnh) Albania và Armenia, các âm ngạc mềm bị ngạc cứng hóa của Proto-Ấn-Âu được phục dựng vẫn khác biệt và thường bị xát hóa, trong khi các âm ngạc mềm-môi hòa lẫn với 'các âm ngạc mềm thường'. Ở các ngôn ngữ centum, các âm ngạc mềm bị ngạc cứng hóa này hòa lẫn với các ngạc mềm thường, trong khi các âm ngạc mềm-môi vẫn khác biệt. Ví dụ như từ "một trăm" trong tiếng Avesta (satem) và tiếng Latinh (centum) — âm ngạc mềm bị ngạc cứng hóa ban đầu đã biến thành âm [s] xát ở Avesta, nhưng thành âm ngạc mềm [k] thường ở Latinh.
Đặc điểm này không phải là sự phân tách theo phả hệ, sự phân chia centum–satem thường được coi là kết quả của những thay đổi lan rộng trên các nhánh phương ngữ PIE trên một khu vực địa lý cụ thể; đường đồng ngữ centum–satem giao với một số đường đồng ngữ khác đánh dấu sự khác biệt giữa các đối tượng địa lý trong các nhánh IE sớm. Có thể là các nhánh centum trên thực tế phản ánh tình trạng ban đầu của tiếng PIE, và chỉ các nhánh satem chia sẻ một loạt các đổi mới, ảnh hưởng đến tất cả các khu vực ngoại vi của liên tục phương ngữ PIE. Kortlandt đề xuất rằng tổ tiên của tiếng Balt và Slav đã bị satem hóa trước khi bị ảnh hưởng bởi tây Ấn-Âu.

## Phát triển

### Proto Ấn-Âu/Ấn-Âu nguyên thủy
Tiếng Proto-Ấn-Âu (PIE) được đề xuất là tổ tiên chung được tái tạo của các ngôn ngữ Ấn-Âu, được nói bởi người Proto-Ấn-Âu (sắc tộc ngôn ngữ). Từ những năm 1960, kiến thức về tiếng Anatolia đã đủ chắc chắn để thiết lập mối quan hệ của nó với PIE. Sử dụng phương pháp nội phục dựng, một giai đoạn trước đó, gọi là Tiền Proto-Ấn-Âu, đã được đề xuất.
PIE là một ngôn ngữ biến tố, trong đó các mối quan hệ ngữ pháp giữa các từ được báo hiệu thông qua các hình vị biến tố (thường ở cuối một từ). Từ gốc của PIE là những hình vị cơ bản mang một ý nghĩa từ vựng. Các hậu tố được thêm vào để tạo thành các thân từ, và bằng cách thêm vào các phần cuối, chúng lại tạo thành các từ biến tố (danh từ hoặc động từ). Hệ thống động từ Ấn-Âu được phục dựng rất phức tạp và giống như danh từ, thể hiện tính biến âm sắc.

### Đa dạng hóa
Về mặt lịch sử, sự đa dạng hóa ngôn ngữ mẹ thành các nhánh ngôn ngữ con chưa được chứng thực. Tuy vậy, dòng thời gian của sự tiến hóa của các ngôn ngữ con hầu như không còn gì để bàn cãi, bất kể câu hỏi về nguồn gốc Ấn-Âu.
Sử dụng phương pháp phân tích toán học vay mượn từ sinh học tiến hóa, Don Ringe và Tandy Warnow đề xuất cây tiến hóa của các nhánh Ấn-Âu sau đây:
- Tiền-Anatolia (trước 3500 TCN)
- Tiền-Tocharia
- Tiền-Italia và Tiền-Celt (trước 2500 TCN)
- Tiền-Armenia và Tiền-Hy Lạp (sau 2500 TCN)
- Proto-Ấn-Iran (2000 TCN)
- Tiền-German và Tiền-Balt-Slav;[25] proto-German khoảng 500 TCN[26]

David Anthony đề xuất trình tự sau:
- Tiền-Anatolia (4200 TCN)
- Tiền-Tocharia (3700 TCN)
- Tiền-German (3300 TCN)
- Tiền-Italia và Tiền-Celt (3000 TCN)
- Tiền-Armenia (2800 TCN)
- Tiền-Balt-Slav (2800 TCN)
- Tiền-Hy Lạp (2500 TCN)
- Proto-Ấn-Iran (2200 TCN); tách ra giữa Iran và Cổ Ấn 1800 TCN

### Các thay đổi về âm vị
Khi tiếng Proto-Ấn-Âu (PIE) bắt đầu phân tách thành các nhánh con, hệ thống âm thanh của nó cũng bắt đầu thay đổi theo các quy luật âm thanh khác nhau, được minh chứng trong các ngôn ngữ con sau này.
Hệ thống âm vị PIE rất phức tạp, sở hữu 15 phụ âm dừng, bao gồm sự phân biệt bất thường giữa ba âm kêu là các âm dừng vô thanh, hữu thanh và "hữu thanh bật hơi", và sự phân biệt bất thường giữa ba loại phụ âm ngạc mềm (âm loại k) là "âm vòm" ḱ ǵ ǵh, "ngạc mềm thường" k g gh và ngạc mềm-môi kʷ gʷ gʷh. (Tính chính xác của các thuật ngữ âm vòm và ngạc mềm thường còn bị tranh cãi) Tất cả các ngôn ngữ con đều tiêu giảm số lượng khác biệt giữa các âm thanh này theo những con đường khác nhau.
Ví dụ tiếng Anh thuộc ngữ tộc German, thể hiện các thay đổi ngữ âm sau đây:
1. Giống như trong các ngôn ngữ centum khác, các âm dừng "ngạc mềm thường" và "vòm/ngạc cứng" hợp nhất, giảm số lượng âm dừng từ 15 xuống còn 12.
2. Giống như trong các ngôn ngữ German khác, sự chuyển đổi âm thanh German đã thay đổi cách phát âm của tất cả các phụ âm dừng, với mỗi phụ âm chuyển sang một phụ âm khác:
bʰ → b → p → f
dʰ → d → t → θ
gʰ → g → k → x (Âm đầu x sau này →h)
gʷʰ → gʷ → kʷ → xʷ (Âm đầu xʷ sau này →hʷ)
Mỗi phụ âm gốc bị dịch chuyển một bước về bên phải. Ví dụ, âm dʰ gốc trở thành âm d, còn âm d gốc lại trở thành âm t và âm t gốc lại trở thành âm θ (phát âm chữ th trong từ "thin" của tiếng Anh). Đây là lí do trong tiếng Anh các chữ f, th, h và wh lại được phát âm như hiện giờ. Các ví dụ sau đây so sánh tiếng Anh với tiếng La-tinh, một ngôn ngữ không có biển chuyển gì nhiều về mặt ngữ âm:
Âm PIE p: piscis "cá" so với fish; pēs, pēdis "chân" so với foot; pluvium "mưa" so với flow; pater "cha" so với father
Âm PIE t: trēs "ba" so với three; māter "mẹ" so với mother
Âm PIE d: decem "mười" so với ten; pēdis "chân" so với foot; quid "gì" so với what
Âm PIE k: centum "trăm" so với hund(red); capere "lấy" so với have
Âm PIE kʷ: quid "gì" so với what; quandō "khi nào" so với when
3. Phụ âm ở giữa và cuối một từ sau này tiếp tục thay đổi:
  - Các âm dừng hữu thanh đã biến âm từ trước bị mềm hóa và chuyển thành các âm xát.
  - Định luật Verner biến các âm xát vô thanh đã biến âm từ trước thành các âm xát hoặc âm dừng hữu thanh. Đây là lí do tại sao âm t trong từ centum của tiếng Latinh tương đương với âm d trong từ hund(red) thay vì phải là âm th theo quy luật biến âm trước tiên đoán.
  - Hầu hết các âm h còn lại bị tiêu biến, còn các âm f và th còn sót lại trở thành các âm hữu thanh. Ví dụ, decem của Latinh tương đương với ten của tiếng Anh mà không có âm h ở giữa (ta có từ taíhun "mười" trong tiếng Gothic, một ngôn ngữ German đã tuyệt chủng). Tương tự, từ seven "bảy" và have "có" sở hữu âm v hữu thanh (so với các từ Latinh septem và capere), trong khi đó từ father "cha" và mother "mẹ" sở hữu âm th hữu thanh (so với các từ Latinh pater và māter).

### So sánh sự chia động từ
|                                           | Proto-Ấn-Âu (*bʰer- 'mang đi, vác đi') |
| ----------------------------------------- | -------------------------------------- |
| Tôi (sở hữu cách ngôi thứ nhất)           | *bʰéroh₂                               |
| Bạn (sở hữu cách ngôi thứ hai)            | *bʰéresi                               |
| Anh ấy/Cô ấy/Nó (sở hữu cách ngôi thứ ba) | *bʰéreti                               |
| Hai ta (dual ngôi thứ nhất)               | *bʰérowos                              |
| Hai bạn (dual ngôi thứ hai)               | *bʰéreth₁es                            |
| Hai người họ (dual ngôi thứ ba)           | *bʰéretes                              |
| Chúng ta (số nhiều ngôi thứ nhất)         | *bʰéromos                              |
| Các bạn (số nhiều ngôi thứ hai)           | *bʰérete                               |
| Bọn họ (số nhiều ngôi thứ ba)             | *bʰéronti                              |

| Các phân nhóm lớn                   | Hellen          | Ấn-Iran          | Ấn-Iran           | Italy            | Celt              | Armenia               | German                | Balt-Slav    | Balt-Slav              | Albania          |
| Các phân nhóm lớn                   | Hellen          | Ấn-Arya          | Iran              | Italy            | Celt              | Armenia               | German                | Balt         | Slav                   | Albania          |
| Các đại biểu cổ của từng nhóm       | Tiếng Hy Lạp cổ | Tiếng Phạn Vệ Đà | Tiếng Avesta      | Tiếng Latinh     | Tiếng Ireland cổ  | Tiếng Armenia Cổ điển | Tiếng Goth            | Tiếng Phổ cổ | Tiếng Slav Giáo hội cổ | Tiếng Albania cổ |
| ----------------------------------- | --------------- | ---------------- | ----------------- | ---------------- | ----------------- | --------------------- | --------------------- | ------------ | ---------------------- | ---------------- |
| Tôi (1st sg.)                       | phérō           | bʰárāmi          | barā              | ferō             | biru; berim       | berem                 | baíra /bɛra/          | *bera        | berǫ                   | *berja           |
| Bạn (2nd sg.)                       | phéreis         | bʰárasi          | barahi            | fers             | biri; berir       | beres                 | baíris                | *bera        | bereši                 | *berje           |
| Anh ấy/Cô ấy/Nó (3rd sg.)           | phérei          | bʰárati          | baraiti           | fert             | berid             | berē                  | baíriþ                | *bera        | beretъ                 | *berjet          |
| Hai ta (1st dual)                   | —               | bʰárāvas         | barāvahi          | —                | —                 | —                     | baíros                | —            | berevě                 | —                |
| Hai bạn (2nd dual)                  | phéreton        | bʰárathas        | —                 | —                | —                 | —                     | baírats               | —            | bereta                 | —                |
| Hai bọn họ (3rd dual)               | phéreton        | bʰáratas         | baratō            | —                | —                 | —                     | —                     | —            | berete                 | —                |
| Chúng tôi (1st pl.)                 | phéromen        | bʰárāmas         | barāmahi          | ferimus          | bermai            | beremkʿ               | baíram                | *beramai     | beremъ                 | *berjame         |
| Các bạn (2nd pl.)                   | phérete         | bʰáratha         | baraϑa            | fertis           | beirthe           | berēkʿ                | baíriþ                | *beratei     | berete                 | *berjeju         |
| Bọn họ (3rd pl.)                    | phérousi        | bʰáranti         | barəṇti           | ferunt           | berait            | beren                 | baírand               | *bera        | berǫtъ                 | *berjanti        |
| Các đại biểu hiện đại của từng nhóm | Tiếng Hy Lạp    | Tiếng Hindustani | Tiếng Ba Tư       | Tiếng Bồ Đào Nha | Tiếng Ireland     | Tiếng Armenia         | Tiếng Đức             | Tiếng Litva  | Tiếng Slovene          | Tiếng Albania    |
| Tôi (1st sg.)                       | férno           | (ma͠i) bʰarūm̥     | (man) {mi}baram   | {con}firo        | beirim            | berum em; g'perem     | (ich) {ge}bäre        | beriu        | bérem                  | (unë) bie        |
| Bạn (2nd sg.)                       | férnis          | (tū) bʰarē       | (tu) {mi}bari     | {con}feres       | beirir            | berum es; g'peres     | (du) {ge}bierst       | beri         | béreš                  | (ti) bie         |
| Anh ấy/Cô ấy/Nó (3rd sg.)           | férni           | (ye/vo) bʰarē    | (ān) {mi}barad    | {con}fere        | beiridh           | berum ē; g'perē       | (er/sie/es) {ge}biert | beria        | bére                   | (ai/ajo) bie     |
| Hai ta (1st dual)                   | —               | —                | —                 | —                | —                 | —                     | —                     | beriava      | béreva                 | —                |
| Hai bạn (2nd dual)                  | —               | —                | —                 | —                | —                 | —                     | —                     | beriata      | béreta                 | —                |
| Hai bọn họ (3rd dual)               | —               | —                | —                 | —                | —                 | —                     | —                     | beria        | béreta                 | —                |
| Chúng tôi (1st pl.)                 | férnume         | (ham) bʰarēm̥     | (mā) {mi}barim    | {con}ferimos     | beirimid; beiream | berum enkʿ; g'perenkʿ | (wir) {ge}bären       | beriame      | béremo                 | (ne) biem        |
| Các bạn (2nd pl.)                   | férnete         | (tum) bʰaro      | (šomā) {mi}barid  | {con}feris       | beirthidh         | berum ekʿ; g'perekʿ   | (ihr) {ge}bärt        | beriate      | bérete                 | (ju) bini        |
| Bọn họ (3rd pl.)                    | férnun          | (ye/vo) bʰarēm̥   | (ānān) {mi}barand | {con}ferem       | beirid            | berum en; g'peren     | (sie) {ge}bären       | beria        | bérejo; berọ́           | (ata/ato) bien   |

### Trích dẫn
1. ↑  Nordhoff, Sebastian; Hammarström, Harald; Forkel, Robert; Haspelmath, Martin, biên tập (2013). "Indo-European". Glottolog. Leipzig: Max Planck Institute for Evolutionary Anthropology.
2. ↑  "Ethnologue report for Indo-European". Ethnologue.com.
3. ↑  Bryce, Trevor (2005). Kingdom of the Hittites: New Edition. Oxford University Press. tr. 37. ISBN 978-0-19-928132-9.
4. ↑  Mallory, J. P. (2006). The Oxford Introduction to Proto-Indo-European and the Proto-Indo-European World. Oxford: Oxford University Press. tr. 442. ISBN 9780-199287918.
5. 1 2 3  Auroux, Sylvain (2000). History of the Language Sciences. Berlin, New York: Walter de Gruyter. tr. 1156. ISBN 3-11-016735-2.
6. ↑  
Robinson, Andrew (2007). The Last Man Who Knew Everything: Thomas Young, the Anonymous Genius who Proved Newton Wrong and Deciphered the Rosetta Stone, among Other Surprising Feats. Penguin. ISBN 0-13-134304-1.
7. ↑  In London Quarterly Review X/2 1813.; cf. Szemerényi 1999:12, footnote 6
8. ↑  Elsie, Robert (2005). "Theodor of Shkodra (1210) and Other Early Texts". Albanian Literature: A Short History. New York/Westport/London: I.B.Tauris. tr. 5.
9. ↑  Nhà ngôn học Eric Hamp ủng hộ giả thuyết tiếng Illyria thuộc về nhóm Tây bắc, cho rằng tiếng Albania là hậu duệ của tiếng Illyria và tiếng Albania có quan hệ với tiếng Messapia, một phương ngữ Illyria (Comparative Studies on Albanian, 2007).
10. ↑  Curtis, Matthew Cowan (ngày 30 tháng 11 năm 2011). Slavic–Albanian Language Contact, Convergence, and Coexistence (bằng tiếng Anh). ProQuest LLC. tr. 18. ISBN 978-1-267-58033-7. Truy cập ngày 31 tháng 3 năm 2017. So while linguists may debate about the ties between Albanian and older languages of the Balkans, and while most Albanians may take the genealogical connection to Illyrian as incontrovertible, the fact remains that there is simply insufficient evidence to connect Illyrian, Thracian, or Dacian with any language, including Albanian (Cho nên các nhà ngôn ngữ có thể tiếp tục tranh luận về mối liên hệ giữa tiếng Albania và các ngôn ngữ cổ hơn vùng Balka, và người dân Albania có thể cứ tiếp tục cho rằng quan hệ họ hàng của chúng là không thể chỗi cái, sự thật vẫn là ta không có đủ bằng chứng để kết nối tiếng Illyria, Thrace, hoặc Dacia với bất kì ngôn ngữ nào, kể cả tiếng Albania)
11. ↑  "The peaks and troughs of Hittite". www.leidenuniv.nl. ngày 2 tháng 5 năm 2006. Bản gốc lưu trữ ngày 3 tháng 2 năm 2017. Truy cập ngày 17 tháng 1 năm 2021.
12. ↑  Güterbock, Hans G. "The Hittite Computer Analysis Project" (PDF). Bản gốc (PDF) lưu trữ ngày 2 tháng 12 năm 2013. Truy cập ngày 17 tháng 1 năm 2021.
13. ↑  ví dụ như Schleicher 1861, Szemerényi 1957, Collinge 1985, và Beekes 1995
14. ↑  "Tablet Discovery Pushes Earliest European Writing Back 150 Years". Science 2.0. ngày 30 tháng 3 năm 2011.
15. ↑  Indian History. Allied Publishers. 1988. tr. 114. ISBN 978-81-8424-568-4.
16. ↑  Mark, Joshua J. (ngày 28 tháng 4 năm 2011). "Mitanni". Ancient History Encyclopedia.
17. ↑  David W. Anthony, "Two IE phylogenies, three PIE migrations, and four kinds of steppe pastoralism", Journal of Language Relationship, vol. 9 (2013), tr. 1–22
18. ↑  Kruta, Venceslas (1991). The Celts. Thames and Hudson. tr. 54.
19. ↑  Fine, John (1985). The ancient Greeks: a critical history. Harvard University Press. p. 72. ISBN 978-0-674-03314-6. "Most scholars now believe that the Sicans and Sicels, as well as the inhabitants of southern Italy, were basically of Illyrian stock superimposed on an aboriginal 'Mediterranean' population."
20. ↑  Michel Lejeune (1974), Manuel de la langue vénète. Heidelberg: Indogermanische Bibliothek, Lehr- und Handbücher.[cần số trang]
21. ↑  Julius Pokorny (1959), Indogermanisches Etymologisches Wörterbuch. Publisher Bern.[cần số trang]
22. ↑  Britannica 15th edition, vol.22, 1981, pp. 588, 594
23. ↑  Kortlandt, Frederik (1989). "The spread of the Indo-Europeans" (PDF). Truy cập ngày 7 tháng 8 năm 2010.
24. 1 2  Anthony 2007, tr. 56–58.
25. ↑  Ringe 2006, tr. 67.
26. ↑  Anthony 2007, tr. 100.

### Dẫn nguồn
- Anthony, David W. (2007). The Horse, the Wheel, and Language: How Bronze-Age Riders from the Eurasian Steppes Shaped the Modern World. Princeton University Press. ISBN 978-0-691-05887-0.
- Auroux, Sylvain (2000). History of the Language Sciences. Berlin: Walter de Gruyter. ISBN 978-3-11-016735-1.
- Fortson, Benjamin W. (2004). Indo-European Language and Culture: An Introduction. Malden, Massachusetts: Blackwell. ISBN 978-1-4051-0315-2.
- Brugmann, Karl (1886). Grundriss der Vergleichenden Grammatik der indogermanischen Sprachen (bằng tiếng Đức). Quyển Erster Band. Strassburg: Karl J. Trübner.
- Houwink ten Cate, H.J.; Melchert, H. Craig & van den Hout, Theo P.J. (1981). "Indo-European languages, The parent language, Laryngeal theory". Encyclopædia Britannica. Quyển 22 (ấn bản thứ 15). Chicago: Helen Hemingway Benton.
- Holm, Hans J. (2008). "The Distribution of Data in Word Lists and its Impact on the Subgrouping of Languages". Trong Preisach, Christine; Burkhardt, Hans; Schmidt-Thieme, Lars; và đồng nghiệp (biên tập). Data Analysis, Machine Learning, and Applications. Proceedings of the 31st Annual Conference of the German Classification Society (GfKl), University of Freiburg, March 7–9, 2007. Heidelberg-Berlin: Springer-Verlag. ISBN 978-3-540-78239-1.
- Kortlandt, Frederik (1990). "The Spread of the Indo-Europeans" (PDF). Journal of Indo-European Studies. Quyển 18 số 1–2. tr. 131–40.
- Lubotsky, A. (1988). "The Old Phrygian Areyastis-inscription" (PDF). Kadmos. Quyển 27. tr. 9–26. doi:10.1515/kadmos-1988-0103. hdl:1887/2660. S2CID 162944161.
- Kortlandt, Frederik (1988). "The Thraco-Armenian consonant shift". Linguistique Balkanique. Quyển 31. tr. 71–74.
- Lane, George S.; Adams, Douglas Q. (1981). "The Tocharian problem". Encyclopædia Britannica. Quyển 22 (ấn bản thứ 15). Chicago: Helen Hemingway Benton.
- Porzig, Walter (1954). Die Gliederung des indogermanischen Sprachgebiets. Heidelberg: Carl Winter Universitätsverlag.
- Renfrew, C. (2001). "The Anatolian origins of Proto-Indo-European and the autochthony of the Hittites". Trong Drews, R. (biên tập). Greater Anatolia and the Indo-Hittite language family. Washington, DC: Institute for the Study of Man. ISBN 978-0-941694-77-3.
- Schleicher, August (1861). Compendium der vergleichenden Grammatik der indogermanischen Sprachen (bằng tiếng Đức). Weimar: Böhlau (reprinted by Minerva GmbH, Wissenschaftlicher Verlag). ISBN 978-3-8102-1071-5.
- Szemerényi, Oswald; Jones, David; Jones, Irene (1999). Introduction to Indo-European Linguistics. Oxford University Press. ISBN 978-0-19-823870-6.
- von Bradke, Peter (1890). Über Methode und Ergebnisse der arischen (indogermanischen) Alterthumswissenshaft (bằng tiếng Đức). Giessen: J. Ricker'che Buchhandlung.

### Các cơ sở dữ liệu
- Dyen, Isidore; Kruskal, Joseph; Black, Paul (1997). "Comparative Indo-European". wordgumbo. Truy cập ngày 13 tháng 12 năm 2009.
- "Indo-European". LLOW Languages of the World. Bản gốc lưu trữ ngày 10 tháng 10 năm 2017. Truy cập ngày 14 tháng 12 năm 2009.
- "Indo-European Documentation Center". Trung tâm Nghiên cứu Ngôn học, Đại học Texas tại Austin. 2009. Bản gốc lưu trữ ngày 3 tháng 9 năm 2009. Truy cập ngày 14 tháng 12 năm 2009.
- Lewis, M. Paul, biên tập (2009). "Language Family Trees: Indo-European". Ethnologue: Languages of the World, Online version . Dallas, Tex.: SIL International..
- "Thesaurus Indogermanischer Text- und Sprachmaterialien: TITUS" (bằng tiếng Đức). TITUS, Đại học Frankfurt. 2003. Truy cập ngày 13 tháng 12 năm 2009.
- "Indo-European Lexical Cognacy Database (IELex)". Đại học Uppsala, Uppsala. 2021.
- glottothèque - Ancient Indo-European Grammars online, một tuyển tập các video dẫn nhập vào các ngôn ngữ Ấn-Âu Cổ sản xuất bởi Đại học Göttingen

### Từ vựng
- "Indo-European Etymological Dictionary (IEED)". Leiden, Hà Lan: Khoa Ngôn học so sánh Ấn-Âu, Đại học Leiden. Bản gốc lưu trữ ngày 7 tháng 2 năm 2006. Truy cập ngày 14 tháng 12 năm 2009.
- "Indo-European Roots Index". The American Heritage Dictionary of the English Language . Internet Archive: Wayback Machine. ngày 22 tháng 8 năm 2008 [2000]. Bản gốc lưu trữ ngày 17 tháng 2 năm 2009. Truy cập ngày 9 tháng 12 năm 2009.
- Köbler, Gerhard (2014). Indogermanisches Wörterbuch (bằng tiếng Đức) (ấn bản thứ 5). Gerhard Köbler. Truy cập ngày 29 tháng 3 năm 2015.
- Schalin, Johan (2009). "Lexicon of Early Indo-European Loanwords Preserved in Finnish". Johan Schalin. Truy cập ngày 9 tháng 12 năm 2009.